# Xã Dogwood, Quận White, Arkansas
Xã Dogwood (tiếng Anh: Dogwood Township) là một xã thuộc quận White, tiểu bang Arkansas, Hoa Kỳ. Năm 2010, dân số của xã này là 502 người.